# خرسانة خامة
يشير مصطلح الخرسانة الخامة (بالإجليزية: Raw Concrete) الى الخرسانة التي تُركت غير مكتملة بعد صبها، وحيث تظهر آثار قوالب البناء (او الصندقة). وبالتالي فهي ليست مادة في حد ذاتها، بل تعبير معماري عن الخرسانة.

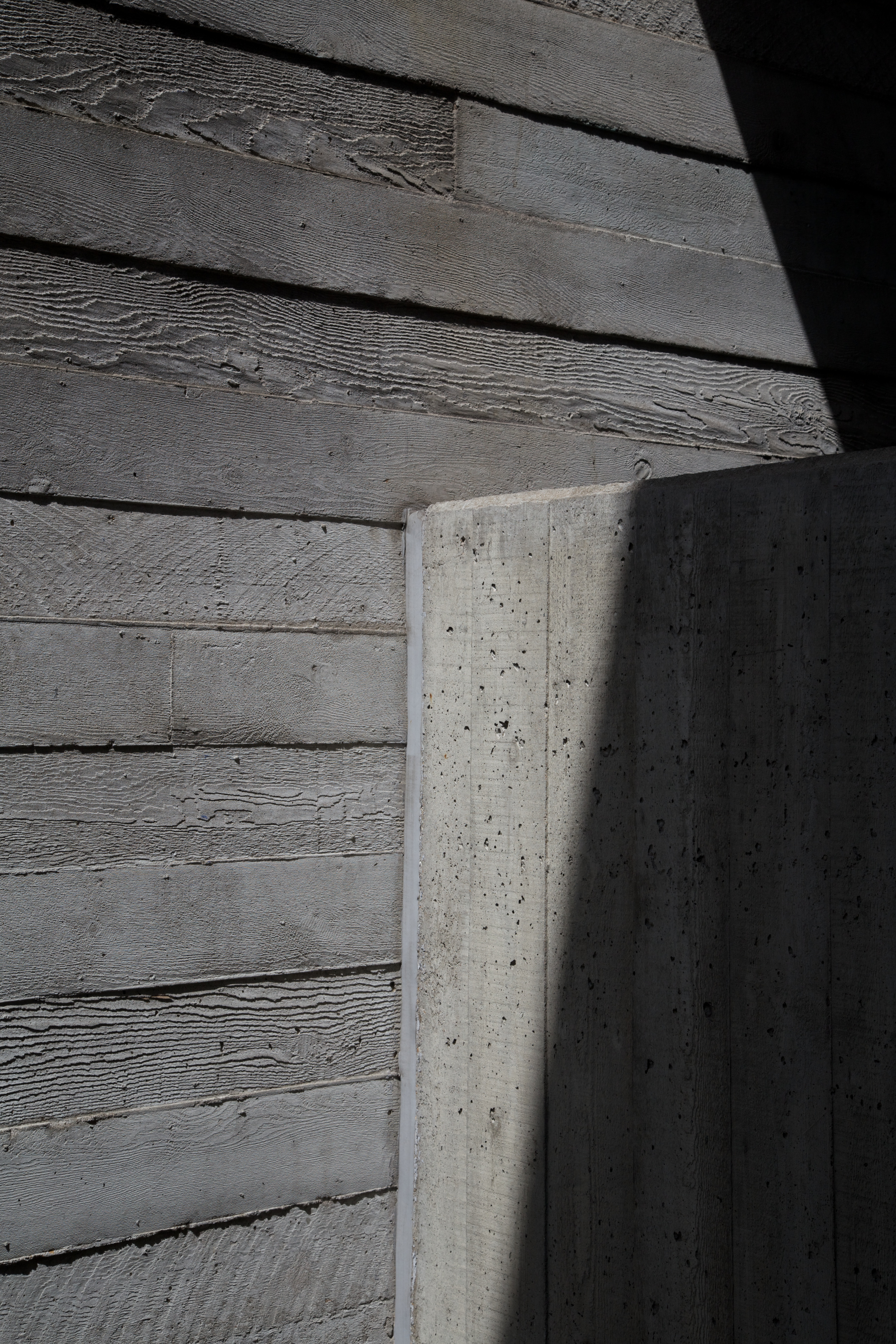
تفاصيل المسرح الملكي الوطني (Royal National Theatre) تظهر أثر قوالب البناء